# Michael Kies
Michael Kies (* 26. September 1960 in Karlsruhe; † 2004) war ein deutscher Ringer.

## Leben

### Sportliche Karriere
Seinen ersten Wettkampf bestritt Kies Anfang 1978 bei den Pfalzmeisterschaften, bei denen er Vize-Pfalzmeister wurde.
Entdeckt wurde Kies von dem deutschen Meister im Halbschwergewicht Fred Theobald. Dieser wies ihn im Januar 1978 beim ASV Pirmasens in die Grundlagen des Ringsports ein. Im Jahr 1979 wurde er Mitglied des Auswahlteams des pfälzischen Verbandes gegen eine Mannschaft aus den Vereinigten Staaten in Kalifornien. Kurz darauf gewann Michael Kies die Deutsche Meisterschaft bei den Junioren im Superschwergewicht.
Die Erfolge von Kies wurden auch vom damaligen Bundestrainer Heinz Ostermann registriert, welcher ihn in den C-Kader des Deutschen Ringer-Bundes (DRB) berief. Kies qualifizierte sich für die im August 1979 stattfindende Junioren-WM im griechisch-römischen Stil.
Im Jahr 1980 wechselte Kies aus beruflichen Gründen zum VfK Schifferstadt.
Nachdem er bereits zuvor einmal den dritten (1981) und zweimal den zweiten (1982 und 1983) Platz belegt hatte, gewann Kies schließlich im Jahr 1984 die Deutsche Meisterschaft im Superschwergewicht im griechisch-römischen Stil.
Michael Kies blieb in den darauffolgenden Jahren in diversen Vereinen aktiv, konnte aber auch verletzungsbedingt nicht mehr an frühere Erfolge anknüpfen.

### Privates
Kies war gelernter Kaufmann und war in mehreren TV-Werbeproduktionen zu sehen, so beispielsweise für Disney. Im Jahr 1981 verlieh die Stadt Schifferstadt dem Sportler die Ehrenplakette für besondere Verdienste.
Michael Kies war zweimal verheiratet und hatte drei Kinder, davon zwei aus erster Ehe. Im Jahr 2004 verstarb er aufgrund schwerer gesundheitlicher Probleme durch Herzversagen.

## Erfolge
| Jahr | Platzierung | Turnier                                            | Verein |
| ---- | ----------- | -------------------------------------------------- | ------ |
| 1978 | 1.          | Intern. Ringerturnier VfK Schifferstadt            | ASV 90 |
| 1978 | 4.          | Pfalzmeisterschaften der Jugend                    | ASV 90 |
| 1978 | 3.          | Deutschen Juniorenmeisterschaften                  | ASV 90 |
| 1978 | 2.          | Deutsche Junioren Meisterschaften                  | ASV 90 |
| 1979 | 1.          | Pfalzmeisterschaft der Ringerjugend                | ASV 90 |
| 1979 | 1.          | Westpfalzturnier der Ringerjugend                  | ASV 90 |
| 1979 | 1.          | Deutscher Meister Junioren                         | ASV 90 |
| 1980 | 1.          | Pfalzmeister im griechisch-römischen Stil gr.-röm. | ASV 90 |
| 1980 | 1           | Deutscher Meisterschaften Junioren gr.-röm.        | ASV 90 |
| 1981 | 1.          | Pfalzmeister im klassischen Stil                   | VfK    |
| 1981 | 3.          | Deutsche Meisterschaften (Senioren)                | VfK    |
| 1982 | 2.          | Deutsche Meisterschaften (Senioren) gr.-röm.       | VfK    |
| 1983 | 2.          | Deutsche Meisterschaften (Senioren) gr.-röm.       | VfK    |
| 1984 | 1.          | Deutsche Meisterschaften (Senioren) gr.-röm.       | VfK    |